# Report on Public Credit

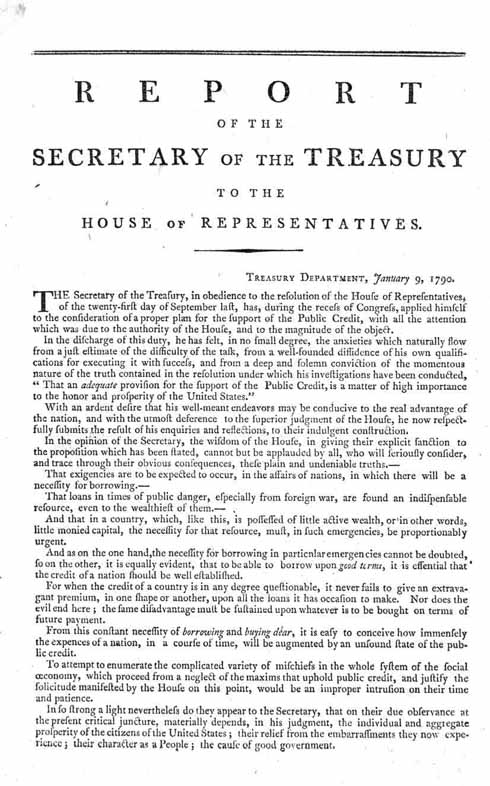
Die erste Seite des „Report on the Public Credit“

Der Report Relative to a Provision for the Support of Public Credit („Bericht bezüglich einer Maßnahme zur Erhaltung des öffentlichen Kredits“), genannt Report on Public Credit, war der erste bedeutende Finanzbericht des ersten Finanzministers der Vereinigten Staaten von Amerika, Alexander Hamilton. Er wurde am 9. Januar 1790 dem Kongress vorgelegt. Hamilton wollte mit seinen Vorschlägen das Schuldenproblem der jungen Republik lösen und ihre Bundesregierung stärken, insbesondere indem er Investitionen durch Kaufleute erleichterte. Nach dem Kompromiss von 1790 wurden Hamiltons Vorschläge vom Kongress verabschiedet.

## Entstehung und Einflüsse

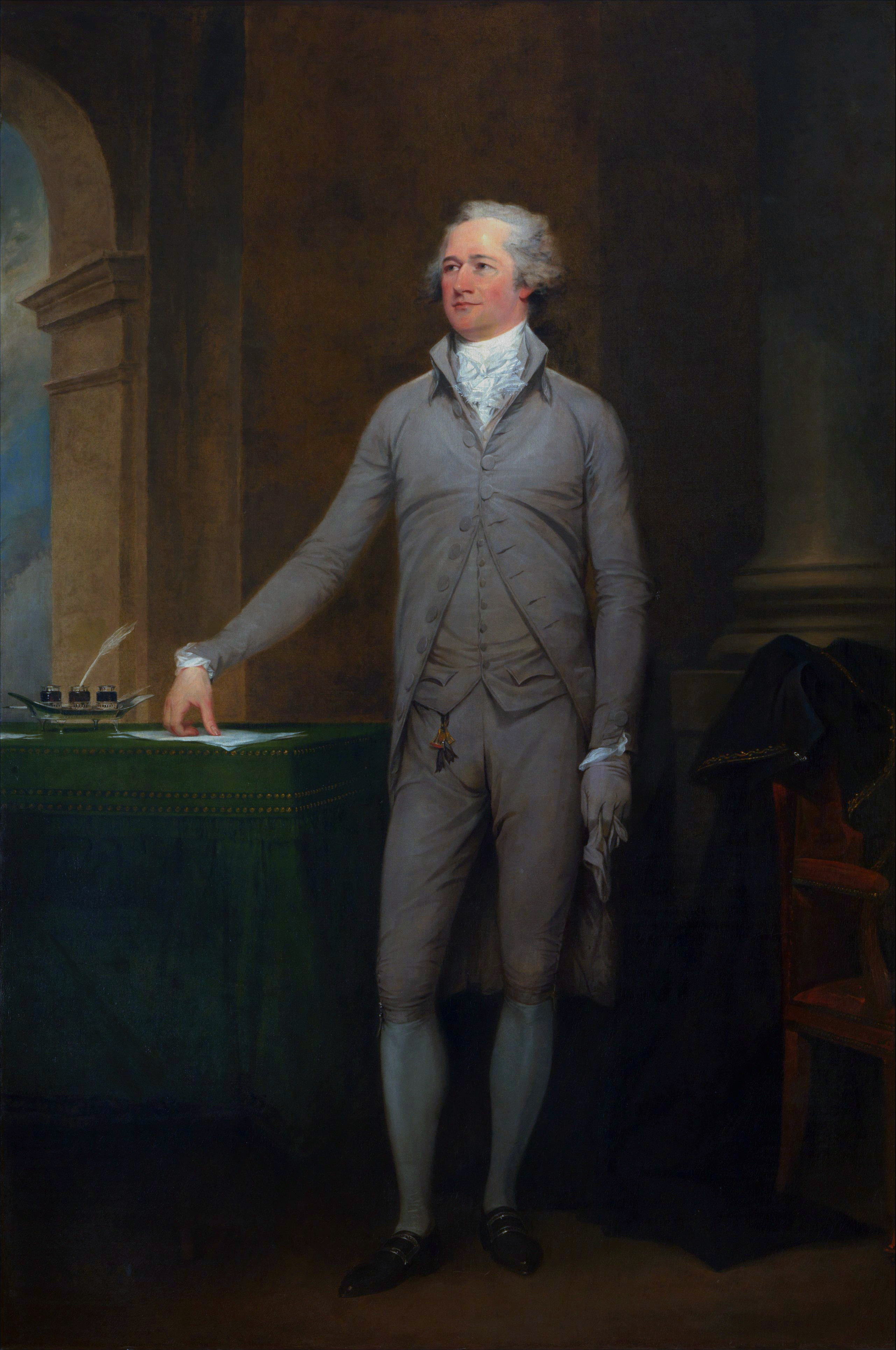
Alexander Hamilton (John Trumbull, 1792)

Nach dem Ende des Unabhängigkeitskrieges 1783 waren die Vereinigten Staaten auf Länder- und Bundesebene immens verschuldet. Der Kongress der Vereinigten Staaten beschloss daher im September 1789, dass der Finanzminister einen Bericht zu „einer passenden Maßnahme zur Erhaltung des öffentlichen Kredits“ (englisch an adequate provision for the support of the Public Credit) verfassen solle. Diese Aufgabe sei von hoher Bedeutung für „die Ehre und den Wohlstand der Nation“ (englisch national honor and prosperity). Leiter des neu gegründeten Ministeriums war der Jungpolitiker Alexander Hamilton, der eine wichtige Rolle beim Entwurf der neuen Verfassung von 1787 gespielt hatte. Im Vergleich zu den vorangegangenen Konföderationsartikeln hatte diese die Befugnisse der Bundesregierung deutlich erweitert. Aufgeklärte Gentlemen wie Hamilton wollten diese nutzen, um die Probleme der jungen Republik zu bewältigen – so wie den hohen Schuldenberg. Laut dem Historiker Gordon S. Wood vermieden die Gentlemen auch die Einmischung der „middling sorts“, also der aufkommenden Mittelschicht, die in den State Legislatures (Bundesstaatenparlamente) immer mehr an Macht gewannen.
Wie die Amerikanische Revolution insgesamt war Hamilton auch in seiner Wirtschaftsphilosophie der Schottischen Aufklärung verpflichtet. Die Historiker Stanley Elkins und Eric McKitrick betonen den Einfluss David Humes Schriften zur Nationalökonomie auf ihn. Der Philosoph skizzierte das Ideal einer urbanen, kaufmännischen Gesellschaft, die durch eine starke Wirtschaftsleistung sowohl politische Macht als auch eine kulturelle Blüte erreiche. Die Kaufleute (Im 18. Jahrhundert fielen sowohl Händler, Banker als auch die ersten Industriellen unter diesen Begriff.) sollten der Motor dieser Gesellschaft sein. Hamilton nahm in Bezug auf Staatsanleihen jedoch eine andere Stellung als Hume ein: Hume erkannte zwar das Potential der Staatsanleihen als Kapital für Kaufleute; ihm zufolge fehlte Staatsmännern jedoch die Kompetenz, Staatsverschuldung zu verwalten. Hamilton hingegen nahm sich das Königreich Großbritannien des vorangegangenen Jahrhunderts als Vorbild. Dieses Land hatte sich im Laufe des 18. Jahrhunderts um ein Vielfaches mehr als die Vereinigten Staaten verschuldet, erlebte jedoch zur selben Zeit den Beginn der Industriellen Revolution und den damit einhergehenden Wirtschaftsboom. Zeitgenossen sahen den klugen Umgang der britischen Regierung mit ihren Schulden, beispielsweise der Gründung einer Bank of England, als einen der Gründe hierfür. Ebenso waren Hamilton die Schriften vieler weiterer Europäer bekannt, die diese Entwicklungen rezipierten, wie des Finanzministers Frankreichs Jacques Necker, der britischen Politiker William Pitt des Jüngeren und Charles Montagu sowie des Enzyklopädisten Malachy Postlethwayt. Daher lässt sich sein Programm auch als eine Übertragung europäischer Ideen auf amerikanische Verhältnisse beschreiben. Auch Machiavellis und Hobbes eher zynische Betrachtungen zum wirtschaftlichen Eigeninteresse des Volkes beeinflussten laut dem Historiker Carson Holloway den Report on Public Credit. Im Gegensatz zu den Politikern kommender Jahrhunderte erwartete Hamilton vom Volke keine Aufopferung für den Staat, beispielsweise durch Kriegsanleihen. Stattdessen versuchte er, durch neue wirtschaftliche Realitäten die Kaufleute an die Bundesregierung zu binden. Als Mann des 18. Jahrhunderts berief er sich jedoch auch mehrfach auf die Ehre der Nation und lehnte damit eine rein machiavellistische Staatskunst ab. Hamiltons kaufmännisch-industriell geprägtes Weltbild stand im Gegensatz zum ländlich geprägten Weltbild Thomas Jeffersons, eines seiner einflussreichsten Rivalen. Jefferson erstrebte eine „yeoman republic“, also eine Republik aufrechter, unabhängiger Kleinbauern.

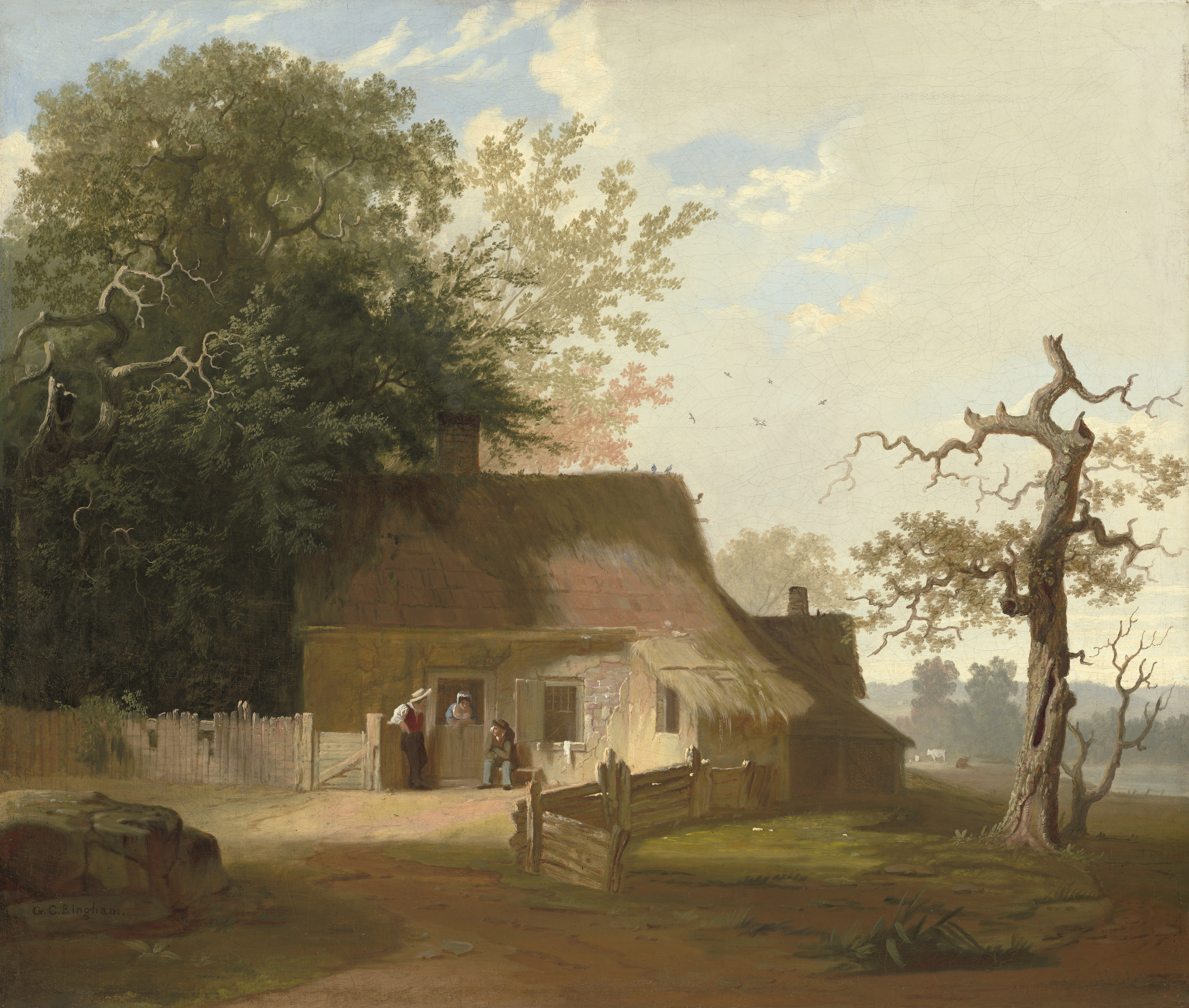
Die amerikanische Landbevölkerung (George Caleb Bingham, 1845)

Des Weiteren musste Hamilton in seinem Bericht auf mehrere, teils populistische Forderungen der Politik eingehen. Zu diesen gehörte der Ruf nach einer „discrimination“ zwischen verschiedenen Gläubigern der Regierung: Aus Geldmangel wurden viele Soldaten der Kontinentalarmee mit Schuldscheinen besoldet, konnten sich allerdings auf Grund der derzeitigen Finanzlage von der Bundesregierung keine Zahlung erhoffen. Viele verarmte Veteranen sahen sich zum Verkauf ihrer Schuldscheine gezwungen, meist weit unterhalb ihres eigentlichen Wertes. Die Spekulanten, die die Schuldscheine massenweise aufkauften, galten im Volk daher als gierige Betrüger und „Blutsauger“. Dass die Veteranen nun mit ihren Steuern Wertpapiere abbezahlen sollten, die eigentlich ihnen gehörten, hielten breite Teile der Öffentlichkeit für eine Ungerechtigkeit. Aus diesem Grund wurde gefordert, die Schuldscheine nur an die Veteranen zurückzuzahlen. Im Kongress kamen verschiedene Positionen zu Wort. Die radikalsten Gegner der Spekulanten waren Politiker aus der Frontier, angeführt von James Jackson, einem Repräsentant aus Georgia. Ihm zufolge müsse sich der Staat vor den „habgierigen Wölfen auf der Jagd nach ihrer Beute“ (englisch rapacious wolves seeking whom they may devour) – den Spekulanten – so gut es geht schützen. Mindestens die „ehrbaren“ Veteranen sollten eine kleine Beilage erhalten. Den Vorschlägen Hamiltons standen die Frontierpolitiker kritisch gegenüber, da sie in ihren Augen für ihre Wählerschaft nur höhere Steuern bedeuteten. Sie sympathisierten mit der Landbevölkerung, die eine „repudiation“ von Teilen der Staatsverschuldung forderte, also eine Zahlungsverweigerung. Im Gegensatz zu ihnen forderten Kaufleute wie William Bingham eine absolute Vertragstreue. Man müsse, koste es, was es wolle, alle Staatsanleihen mit der gegebenen Zinsrate von 6 % zurückzahlen. Die Hamilton nahe stehenden Abgeordneten im Kongress meinten ebenfalls, dass eine repudiation unmöglich sei. Zielführender sei eine Art und Weise zu finden, die Schulden zurückzuzahlen.

## Inhalt
Da die Wirtschaftswissenschaften den meisten amerikanischen Politikern des ausgehenden 18. Jahrhundert nicht geläufig waren, musste Hamilton dem Kongress erst einige Grundlagen der Schuldenpolitik erklären. Zunächst erörterte er die Zweckmäßigkeit der Staatsverschuldung. Besonders in Krisenzeiten sei es ohne sie schwierig, nötiges Geldkapital zu beschaffen, besonders in den damals noch kapitalarmen Vereinigten Staaten. Ein Staat sollte es also nicht vermeiden, Schulden aufzunehmen. Es sei zweckmäßiger, möglichst kreditfähig zu wirken und so mit niedrigen Zinssätzen zu leihen. Hierzu sollte die Regierung alle Verträge genau befolgen, falls möglich Schuldenverzug begleichen und neue Kredite mit guten Absichten aushandeln. Neben diesem finanziellen Inzentiv hätten Regierungen auch eine moralische Pflicht, Schulden gewissenhaft zurückzuzahlen. Da ihre Schulden für sie der „Preis für ihre Freiheit“ (englisch price of liberty) gewesen seien, gelte diese moralische Pflicht in besonderem Maße für die Vereinigten Staaten. Diese Berufung auf die Ehre der Nation hatte im 18. Jahrhundert unter wohlhabenden Gentlemen ein besonderes Gewicht. Weiterhin behauptete Hamilton, dass nicht nur die Gläubiger der Regierung hiervon profitierten, sondern das gesamte Land. Staatsanleihen könnten als Geld dienen, wodurch der Binnenhandel gestärkt und damit der Landwirtschaft und dem Gewerbe geholfen wäre. Die damit einhergehende Inflation wirke außerdem der Deflation der Grundbesitzpreise und den hohen Zinsraten entgegen. Auf diese Art und Weise könne man die Staatsverschuldung als „Segen für die Nation“ (englisch national blessing) gestalten. Allerdings betonte Hamilton, dass dieses neue Geld nicht gleichmäßig verteilt, sondern in den Händen einiger Kaufleute konzentriert werden sollte. Wenn jeder Bürger etwas mehr Kapital zur Verfügung hätte, würden nur die Preise steigen. Die Kaufleute würden hingegen das Geld produktiv verwenden und durch Investments zum Wirtschaftswachstum beitragen.

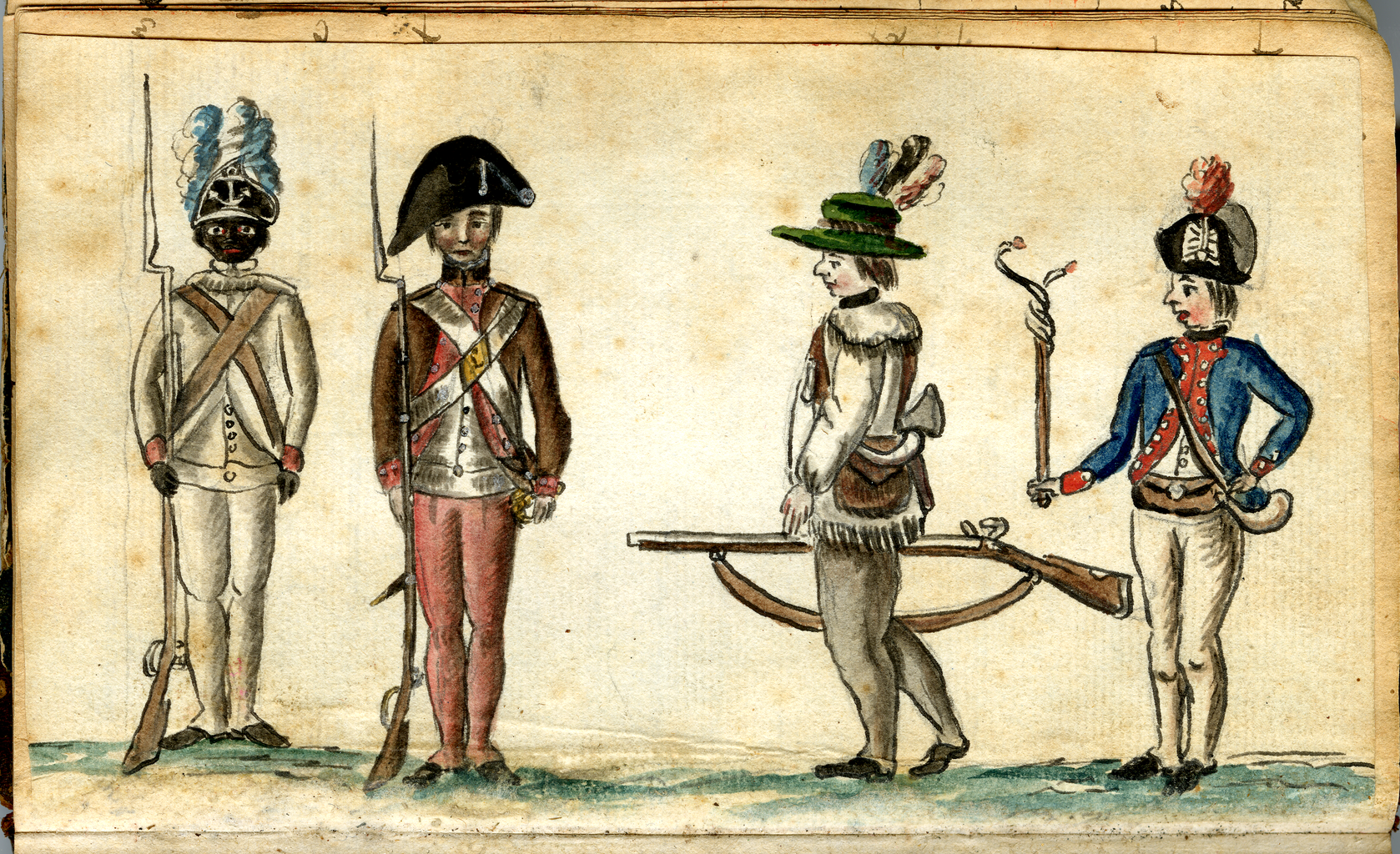
Amerikanische Soldaten im Unabhängigkeitskrieg. Zeitgenössisches Gemälde eines französischen Offiziers.

Nun, dass die „beschämende“ (englisch embarassing) Zeit der Konföderationsartikel vorüber sei, könne die Regierung ihre Kreditfähigkeit etablieren. Dazu müssten Staatsanleihen einen angemessenen Wert finden und nicht zu sehr schwanken. Hierzu sei wiederum nötig, bestimmte Geldmengen zur Begleichung der Zinsen beiseite zu legen, diese also zu finanzieren (englisch fund). Die Schaffung der Kreditfähigkeit schließe eine discrimination aus. Es sei ein Vertragsbruch gegen die rechtmäßigen Inhaber der Schuldscheine, die Spekulanten. Der Kontinentalkongress hatte nämlich explizit stipuliert, dass die Schuldscheine verkäuflich sind. Dass die Veteranen sich nun in einer wirtschaftlichen Misere befänden, sei nicht die Schuld der Spekulanten. Nicht ihre Gier, sondern die Unfähigkeit der Regierung sei das Problem gewesen. Jene zu bestrafen, die eigentlich wertlose Wertpapiere armen Veteranen abkauften, ihnen also in ihrer Not halfen, sei sinnlos. Des Weiteren hätten die Spekulanten ihr Vertrauen in der Regierung bewiesen – im Gegensatz zu den Veteranen. Einige Veteranen hätte zudem selbst mit Schuldscheinen spekuliert. Dennoch die discrimination durchzuführen, würde absurde Konsequenzen nach sich ziehen. Außerdem sei sie gemäß Artikel 6 verfassungswidrig (Alle vor Annahme dieser Verfassung aufgelaufenen Schulden [sind] rechtsverbindlich [...].).
Als eine weitere Maßnahme zur Stärkung der Bundesregierung schlug Hamilton die „assumption“ vor, also dass die Bundesregierung die Schulden der Bundesstaaten übernehme. Diese Schulden seien während des Unabhängigkeitskrieges im Dienste der Nation aufgenommen worden, weshalb die Nation sie gemeinsam bewältigen müsse. Durch die Konsolidierung der Schulden könnten die Finanzprobleme der Nation geordneter und strukturierter bewältigt werden. Die Bundesstaaten und die Bundesregierung müssten sonst zur Zinszahlung dieselbe Bevölkerung doppelt besteuern, also um dieselben Ressourcen wetteifern. Wenn die Bundesregierung die Schulden der Bundesstaaten übernehme, würden die Steuern besser organisiert werden, aber nicht steigen. Im Gegensatz zu den Bundesstaaten hatte die Bundesregierung zum Beispiel den alleinigen Zugang zu Zolleinnahmen. Außerdem wären ohne eine assumption die Einwohner von Bundesstaaten mit hoher Verschuldung benachteiligt, da diese höhere Steuern zahlen müssten. Gordon S. Wood hebt einen weiteren Vorteil dieser Steuerpolitik für die Bundesregierung hervor: Falls die Bundesstaaten keine beziehungsweise nur sehr niedrige Steuern mehr erheben müssten, übte die Bundesregierung eine größere Rolle im Alltagsleben der Menschen aus. Hamilton versuchte durch die assumption auch, Inhaber von Staatsanleihen an die Bundesregierung zu binden. Im folgenden Abschnitt wurden die nötigen verwaltungstechnischen Maßnahmen geschildert. In Bezug auf den hohen Schuldenverzug der Vereinigten Staaten sei eine repudiation, also der Vertragsbruch, keine Option, ebenso die zu teure sofortige Zurückzahlung. Stattdessen solle man auf den Schuldenverzug Zins zahlen.
Zuletzt erläuterte Hamilton die tatsächliche Finanzlage. Insgesamt schuldeten die Vereinigten Staaten etwa $54 Mio.; hinzu kamen $25. Mio. Schulden von Seiten der Bundesstaaten. Der Zins betrug pro Jahr $4,6 Mio. – Ende des 18. Jahrhunderts ein enormer Betrag. Ohne einen Aufstand in Kauf zu nehmen, könne die Regierung diese Summe nicht über Steuereinnahmen abbezahlen. Auch ihre Gläubiger (die selber unter zu hohen Steuern zu leiden hätten) müssten dies einsehen. Des Weiteren sei es unvorsichtig, einen so großen Teil des Regierungshaushaltes an die Zinszahlung zu binden. Also müsse man die Zinsrate in Kooperation mit den Gläubigern von 6 % auf 4 % senken. Im Gegenzug könne man ihnen einige Vorteile anbieten, wie zum Beispiel Grundbesitz zu niedrigen Preisen in der Frontier. Zudem könne man neue Schulden mit einer niedrigeren Zinsrate aufnehmen, um alte Schulden zu begleichen. Trotzdem seien neue Steuern nötig. Konkret schlug Hamilton neue Zölle und Konsumsteuern auf alkoholische Getränke wie Whiskey vor. Die Steuer sollte direkt von den Brennereien erhoben werden, die die Kosten dann auf den Verbraucher abwälzen könnten. Ein weiteres Finanzinstrument sollte ein „sinking fund“ sein, das zur Preisstabilisierung mit den Einnahmen des Post Office Staatsanleihen auf dem offenen Markt aufkaufen sollte. Im Anhang fügte er mögliche Gesetzesentwürfe hinzu.

## Diskussion im Kongress

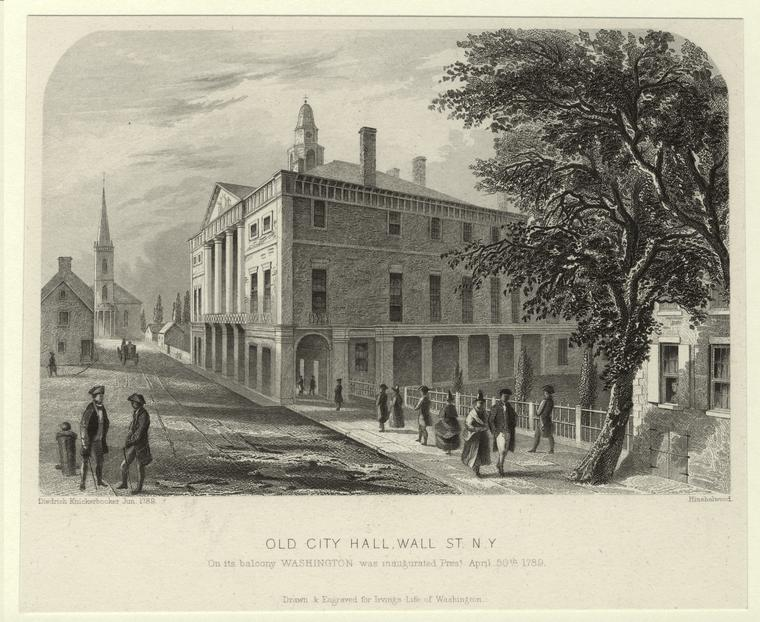
Der Kongress tagte in der Federal Hall (Robert Hinschelwood in Washington Irvings Washingtonbiografie)

Hamilton legte den Bericht am 9. Januar 1790 dem Kongress vor. Vor Beginn einer echten Diskussion reichten jedoch zwei abolitionistische Gruppierungen Petitionen ein. Die Quäker forderten die Abschaffung des Sklavenhandels, während die Pennsylvania Society for Promoting the Abolition of Slavery (Angeführt vom greisen Benjamin Franklin) die Abschaffung der Sklaverei an sich herbeiführen wollte. Ein Ausschuss des Repräsentantenhauses verwies auf Abschnitt 9 des ersten Artikels der Verfassung, nach dem der Kongress vor 1808 den Sklavenhandel und damit auch die Sklaverei nicht verbieten durfte. Unter den Delegierten der Sklavenstaaten trafen die Petitionen auf Unverständnis und Wut. Die Sklaverei sei ein Gebot Gottes; sie abzuschaffen würde gegen ihr Recht auf Eigentum verstoßen und die Plantagen in den Bankrott treiben. Da Schwarze an sich minderwertig seien, verdienten sie ihre Freiheit nicht. Der Historischen Forschung zufolge machten die Petitionen den Sklavenhaltern bewusst, dass eine starke Bundesregierung wie Hamilton sie vorsah die Sklaverei auch in ihren Territorien verbieten könnte.

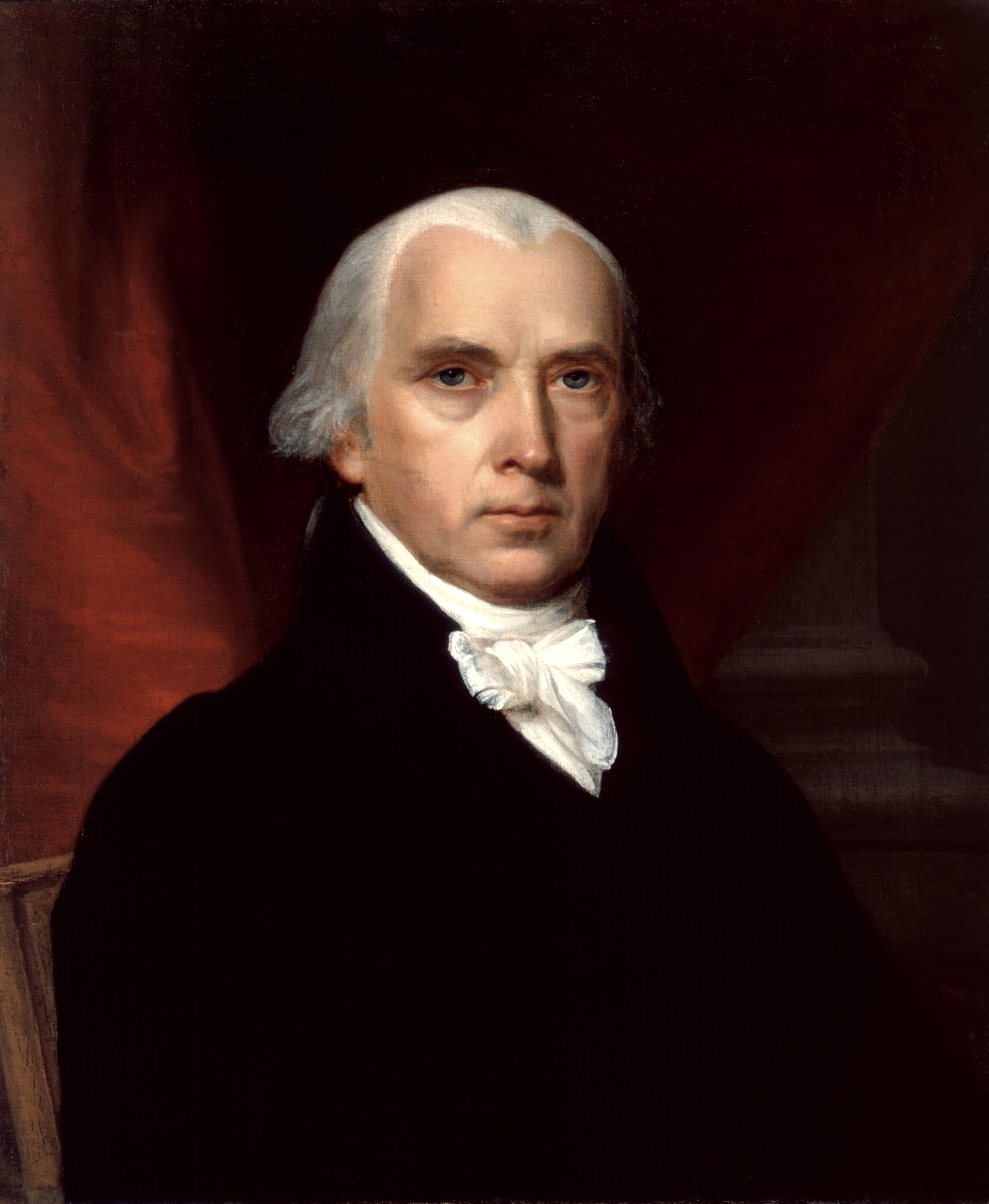
James Madison (John Vanderlyn, 1816)

Die eigentliche Diskussion um den Bericht begann Mitte Februar, als der Repräsentant James Madison ein Gesetz zur discrimination vorschlug. Ihm zufolge schulde die Nation ihren Veteranen noch einen fairen Sold für ihre Leistung; schlichte Vertragstreue sei nicht gleichbedeutend mit Gerechtigkeit. Sein Plan war dazu gedacht, sowohl den Ansprüchen der Veteranen als auch denen der Spekulanten gerecht zu werden: Die Spekulanten sollten nur den Marktpreis, die Veteranen die Differenz zwischen dem Marktpreis und dem eigentlichen Wert erhalten. Aus Furcht vor einer zu hohen Steuerlast und einer übermächtigen Bundesregierung stellte sich Madison auch in Zukunft immer wieder gegen Hamiltons Pläne. Er konnte für seinen Gesetzesentwurf keine Mehrheit im Repräsentantenhaus finden. Kritiker beriefen sich auf Hamilton und meinten, dass die discrimination der Kreditwürdigkeit der amerikanischen Regierung und damit der Wirtschaft schaden würde. Madison widersprach ihnen: Es würde der Kreditwürdigkeit mehr schaden, sich gegenüber den Gläubigern der Vereinigten Staaten ungerecht zu verhalten. Zudem wäre solch eine Umverteilung von den Spekulanten zurück an die Veteranen zu bürokratisch und ungerecht. Die discrimination wurde mit 36 zu 13 Stimmen abgelehnt.
Die assumption erfuhr von hoch verschuldeten Bundesstaaten Unterstützung, vor allem South Carolina und Massachusetts. Währenddessen stellten sich Staaten mit eher niedrigen Schulden wie Virginia und North Carolina gegen die assumption, um keine höhere Steuerlast tragen zu müssen. Sie hielten es für ungerecht, dass sie die Schulden anderer Bundesstaaten zahlen müssten. Einige Politiker meinten zudem, dass die Bundesstaaten ihre Bevölkerung weitaus besser besteuern könnten als die Bundesregierung. Auch die Verfassungsmäßigkeit der Maßnahme wurde hinterfragt, da die Verfassung der Bundesregierung nicht explizit das Recht zur assumption verlieh (vgl. Enumerationsprinzip). Der Virginier Madison konnte es erreichen, dass die assumption mit einer knappen Mehrheit abgelehnt wurde. Im Senat hingegen herrschte eine Mehrheit für die assumption; die Häuser des Kongresses erreichten einen toten Punkt. Die Staaten mit einer hohen Verschuldung akzeptierten das Scheitern der assumption nicht und drohten mit einer Blockade aller Regierungsgeschäfte. Große Teile des Kongresses sahen ein, dass Kompromiss nötig sein würde.

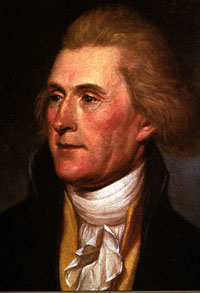
Thomas Jefferson (Charles Willson Peale, 1791)

Neben der assumption debattierte der Kongress 1790 auch die residence, also den Standort der US-amerikanischen Hauptstadt (vgl. Residence Act). Bisher tagte der Kongress in New York City. Zwei weitere rivalisierende Vorschläge waren Philadelphia in Pennsylvania, einem Mittelatlantikstaat und eine Planstadt am Potomac River zwischen Virginia und Maryland, zwei Südstaaten. Neben politischer Macht spielte hier für einige Kongressabgeordnete auch ihr eigener Wohlstand einer Rolle. So hatte Madison bereits Geld in Grundbesitz nahe des Potomacs investiert. Eine Einigung schien jedoch nicht in Aussicht. Einem einige Jahrzehnte später abgefassten Bericht Thomas Jeffersons zufolge soll es erst bei einem Treffen zwischen Hamilton, Madison und ihm zu einem Kompromiss (Compromise of 1790) gekommen sein: Im Gegenzug für die assumption sollte die Hauptstadt nach einer zehnjährigen Übergangsphase in Philadelphia am Potomac liegen. Zudem sollte die Bundesregierung Staaten mit geringer Verschuldung, also auch Jeffersons und Madisons Heimatstaat Virginia, finanziell unterstützen. Jeffersons Darstellung wird in der Geschichtswissenschaft kontrovers diskutiert. Der Historiker Jacob E. Cooke stellt einen alternativen Ablauf dar. Jeffersons hätte ihren Einfluss auf den Kongress überschätzt; die Hauptstadtfrage sei zum Zeitpunkt ihres Treffens bereits von Abgeordneten aus Pennsylvania und Virginia eigenständig geklärt geworden. Der eigentliche Kompromiss, den Hamilton in Bezug auf seine Reformen mit dem Kongress eingegangen sei, habe sich auf die Zinsrate der Staatsanleihen bezogen. Der Historiker Kenneth R. Bowling stimmt Cooke darin zu, dass die Abgeordneten aus Virginia und Pennsylvania alleine den Kompromiss zur Hauptstadtfrage geschlossen hätten. Allerdings hätte Hamilton verhindert, dass die Abgeordneten aus Neuengland den Kompromiss sabotiert hätten, um New York als Hauptstadt beizubehalten. Mit dem Angebot einer Hauptstadt am Potomac hätte Madison daraufhin jene Abgeordneten von der assumption überzeugt, deren Kongresswahlbezirke direkt am Fluss lagen (Die Virginier Richard Bland Lee und Alexander White sowie die Marylander George Gale und Daniel Carroll). Forrest McDonald meint, dass die Hauptstadtfrage den Virginiern nur als Tarnung gedient habe, um den Eindruck eines „corrupt bargain“, das heißt einer korrupten Machenschaft zu vermeiden. Schließlich wurde der sogenannte funding act vom Kongress am 4. August 1790 verabschiedet.
Die Whiskey-Steuer verabschiedete der Kongress im Frühjahr 1791; Präsident Washington unterschrieb sie am 3. März desselben Jahres. Auch Madison unterstützte das neue Gesetz. Die Opposition um James Jackson warf Hamilton vor, zur Tyrannei der britischen Krone zurückkehren zu wollen. Direkte Verbrauchssteuern träfen besonders die Ärmsten.

## Rezeption

### Zeitgenössische Reaktionen
Zwar wurde der Report on Public Credit kontrovers diskutiert – Der Senator William Maclay befürchtete, dass Hamilton sich mit Spekulanten dazu verschworen habe, das korrupte britische Finanzsystem auch in Amerika zu etablieren; hingegen verglich Daniel Webster den Report einige Jahrzehnte später in seiner „Perfektion“ mit der Kopfgeburt der Minerva. –, doch war das politische Klima der Vereinigten Staaten noch nicht so polarisiert, wie es in nur einigen Jahren im First Party System sein sollte. Einige Politiker, besonders Südstaatler, fürchteten wegen der assumption eine zu mächtige Bundesregierung. Sie wollten nicht, dass ihre Bundesstaaten die Entscheidungsgewalt über bestimmte Themengebiete verlieren. Vor allem eine mögliche Abschaffung der Sklaverei durch die Bundesregierung beängstigte sie. Hamilton führte seine Reformpolitik allerdings in den nächsten Jahren fort und trieb sowohl die Gründung einer Zentralbank (Der First Bank of the United States/Report on a National Bank) als auch einer staatlichen Münzprägeanstalt (Der United States Mint) als auch mit dem Report on Manufactures staatliche Förderung des heimischen Gewerbes voran. Dies führte zusammen mit Diskussionen über die Außenpolitik in Hinblick auf die Koalitionskriege in Europa zur Bildung erster Parteien in den Vereinigten Staaten, den Föderalisten um Hamilton und den Republikanern um Jefferson und Madison.
Auch außerhalb des Kongresses sorgte der Report on Public Credit für Debatten. Mehrere State Legislatures kritisierten insbesondere die assumption heftig. In North Carolina erklärte Gouverneur Alexander Martin am 2. November 1790, dass die Übernahme der Schulden seines Staates dessen Souveränität ernsthaft gefährde. Bald darauf sprach die State Legislature North Carolinas dem Kongress sein Recht ab, die assumption ohne die Einwilligung der Bundesstaaten durchzuführen. Die Virginia General Assembly erklärte die assumption für verfassungswidrig. Der Bundesregierung sei nämlich nicht explizit (Das Oberhaus ließ dieses Wort wieder streichen) das Recht verliehen worden, die Schulden der Bundesstaaten zu übernehmen. Hamilton warfen sie vor, dem amerikanischen Volk durch eine fortdauernde Schuldenlast zu schaden und die Regierung zur Interessenvertretung reicher, neuengländischer Kaufleute zu machen. Die Beschlüsse aus North Carolina und Virginia nahmen die Kentucky and Virginia Resolutions aus dem Jahr 1798 vorweg, die die Alien and Sedition Acts nullifizierten.
Am extremsten war wohl die Reaktion der Siedler in der pennsylvanischen Frontier, für deren Leben die Whiskeybrauerei eine Grundfeste war. Auf Grund der schlechten Infrastrukturlage war der Transport ihrer Produkte nämlich fast nur in gebrannter Form möglich. Besonders die Ärmsten Pennsylvanias, die Whiskey als Ersatzwährung nutzten, waren betroffen. Einigen Quellen zufolge war die Frontierwirtschaft sogar vollkommen auf solchen Tauschhandel angewiesen; einige Familien hatten ein Jahrzehnt lang gar keinen Kontakt mit Münz- oder Papiergeld. (Demzufolge könnte man die Whiskey-Steuer auch als die erste amerikanische Einkommenssteuer bezeichnen.) Friedlicher Protest gegen die Steuer (Angeführt von Anhängern Jeffersons wie Albert Gallatin) sowie gewaltsame Ausschreitungen gegen Steuereintreiber mündeten 1794 in der so genannten Whiskey-Rebellion durch die Brauer. Sie wurde ohne größere kämpferische Auseinandersetzungen unterdrückt, weshalb einige Historiker den Begriff „Rebellion“ kritisiert haben. Einige hundert „Aufständische“ wurden für eine kurze Zeit festgenommen; die angeblichen Rädelsführer nach einem Todesurteil von Präsident Washington begnadigt. Nach dem Sieg Jeffersons in der Präsidentschaftswahl 1800 wurde die Whiskey-Steuer wieder abgeschafft. Ob die Rebellion der Brauer berechtigt war oder die Steuer eigentlich nur den Verbrauchern schadete, ist unter Wirtschaftshistorikern umstritten.
Kaufleute reagierten hingegen allgemein positiv auf Hamiltons Reformpolitik. In den darauffolgenden Jahren stieg der Wert US-amerikanischer Staatsanleihen beträchtlich; die Wall Street entstand. Des Weiteren hatten Hamiltons Maßnahmen auch finanziellen Erfolg; die Regierung befand sich nicht mehr in Schuldenverzug.

### Historische Bewertung
Die von Hamilton im Bericht skizzierte Wirtschaft wird in der Forschung oft diskutiert. Elkins und McKitrick zufolge spielten Kaufleute für Hamilton als Wirtschaftsmotor die Hauptrolle, weshalb er ihnen unter die Arme greifen wollte. Dazu habe er beispielsweise die Kapitalmärkte gestärkt, indem er Staatsanleihen einen stabilen Wert verlieh. Seine Vorstellung einer gestärkten amerikanischen Wirtschaft sei mit seiner Vorstellung einer gestärkten amerikanischen Bundesregierung verbunden gewesen. Eine starke Wirtschafts- und Finanzlage mit konstanten Steuereinnahmen und einer hohen Kreditwürdigkeit hätten es ihr nämlich ermöglicht, sich wie ein europäischer Staat auch im Krieg zu verteidigen. Hamilton hatte nämlich im Unabhängigkeitskrieg als Soldat die Erfahrung gesammelt, dass eine schwache Regierung im Verteidigungsfall seine Truppen nicht ausreichend ausstatten und versorgen konnte. Auf Grund seiner Nähe zu den Finanzmärkten wurde ihm oft vorgeworfen, Politik nur für die Reichen gemacht zu haben. Insgesamt waren 1790 weniger als zwei Prozent der Bevölkerung überhaupt Inhaber von Schuldscheinen. Daher formuliert der Historiker Jürgen Heideking klar: „Die finanzielle Hinterlassenschaft des Unabhängigkeitskrieges wurde [...] zum einseitigen Vorteil der besitzenden, kapitalkräftigen Kreise geregelt, was der beginnenden Opposition der Republicans Auftrieb gab“, hebt jedoch auch die „solide Grundlage“ hervor, die Hamilton der amerikanischen Bundesregierung verlieh. Die Historiker Max Edling und Mark D. Kaplanoff kritisieren diese Auffassung auf Grund ihrer Analyse von Hamiltons Steuerpolitik, die ein Großteil der Bevölkerung tatsächlich entlastet habe. Durch die assumption konnten die Bundesstaaten ihre Steuern deutlich um bis zu 90 % senken, während die Bundesregierung sich fast ausschließlich durch Zölle finanzierte. Hamilton versuchte so, die Gunst der breiten Bevölkerung zu gewinnen und Aufstände zu vermeiden. Forrest McDonald, einer von Hamiltons wohlgesinntesten Biographen, hält ihn für einen der wenigen unvoreingenommenen Personen, die die amerikanische Schuldenkrise unvoreingenommen hätte lösen können. Andere Politiker hätten vermutlich entweder die Gläubiger oder das Volk zu sehr bevorteilt, während Hamilton einen Mittelweg gefunden habe. Der Hamiltonbiograph Ron Chernow wirft den Kritikern des Finanzministers zudem Heuchelei vor, da sie als Sklavenhalter ein deutlich brutaleres Wirtschaftssystem vertreten hätten als die kaufmännische Gesellschaft Hamiltons.
Die Forschung befasst sich auch mit den politischen Folgen des Berichts. Holloway sieht im Report on Public Credit den Beginn der Rivalität zwischen Hamilton und Jefferson, die die Politik im frühen Amerika prägte (vgl. First Party System). Ihm zufolge sei Hamiltons Handeln von Ehrgeiz motiviert gewesen. Ziel des Finanzberichtes war keine einfache Buchhaltung, sondern die Gründung des amerikanischen Nationalstaates maßgeblich voranzutreiben und dadurch eine Reputation als großen Staatsmann zu erlangen. Für Jefferson repräsentierte Hamiltons Finanzpolitik allerdings einen Verrat an den Idealen der Revolution und eine Rückkehr zur Korruption des britischen Unterhauses. Zugleich zeige die Diskussion um die assumption die unterschiedlichen Konzeptionen der Rolle der Bundesregierung auf. Während die Bundesregierung in Hamiltons Denken bereits die Hauptrolle spielte, sah Jefferson viele Kompetenzen noch bei den einzelnen Bundesstaaten. Um die Einigkeit der Union gewährleisten zu können, sei Jefferson schließlich den Kompromiss von 1790 eingegangen. Cooke wirft Hamilton vor, als kosmopolitischer New Yorker Immigrant (Hamilton wuchs in der Karibik auf und kam erst als Jugendlicher in die Dreizehn Kolonien) die regionalen Differenzen der Vereinigten Staaten nicht verstanden und daher politische Fehler begangen zu haben. Als Hamiltons Hauptgegner identifiziert McDonald die amerikanische Gentry, die sich durch aufstrebende Kaufleute in ihrer sozialen Stellung bedroht sahen. Dabei beriefen sie sich in ihrer Argumentation sehr oft auf die der ländlich basierten Opposition gegen den ersten britischen Premierministers Robert Walpole, der ähnliche Reformen wie Hamilton durchgeführt hatte. Edling hebt die Kontinuitäten und Gemeinsamkeiten zwischen den Föderalisten und den Republikanern hervor. Auf den Machtwechsel in der Präsidentschaftswahl 1800 (auch genannt „Revolution von 1800“) seien vor allem in der Finanzpolitik keine großen Umbrüche gefolgt. Im Gegenteil, die Schuldenpolitik Hamiltons habe die aggressivere republikanische Außenpolitik wie im Krieg von 1812 erst ermöglicht.

## Ausgaben
- Harold C. Syrett (Hrsg.): The Papers of Alexander Hamilton. Report Relative to a Provision for the Support of Public Credit Band 6 December 1789–August 1790, Columbia University Press, New York 1962, S. 65–110.